# Il settimo sigillo
Il settimo sigillo (titolo orig. Det sjunde inseglet) è un film svedese in bianco e nero del 1957, scritto e diretto da Ingmar Bergman. Ambientato in Svezia durante la Peste Nera, racconta il viaggio di un cavaliere medievale (Max von Sydow) e della partita di scacchi che egli gioca con la Morte in persona (Bengt Ekerot), giunta a strappargli la vita. Bergman sviluppò il film adattandolo dalla sua pièce teatrale Pittura su legno (Trämålning), scritta nel 1955 per la sua compagnia di attori teatrali. Il titolo del film è tratto da un passaggio dell'Apocalisse di Giovanni (8, I), usato sia all'inizio e nuovamente verso la fine, iniziando con le parole: «Quando l'Agnello aperse il Settimo Sigillo, nel cielo si fece un silenzio di circa mezz'ora e vidi i sette angeli che stavano dinnanzi a Dio e furono loro date sette trombe». Qui, il motivo del silenzio si riferisce al "silenzio di Dio", il quale è il principale tema del film.
Presentato in concorso al 10º Festival di Cannes, il film vinse il Premio Speciale della Giuria, ex aequo con I dannati di Varsavia di Andrzej Wajda.
Considerato unanimemente un classico del cinema mondiale, oltreché uno dei più grandi film di tutti i tempi, esso impose Bergman come regista di grandezza internazionale, le cui scene sono diventate leggendarie, oggetto di studi critici, analisi e pure parodie.

## Trama
Nell'Europa medievale sta imperversando la peste. Il nobile cavaliere Antonius Block sta tornando a casa, in Svezia, dopo aver partecipato alla Crociata in Terra Santa per dieci anni, accompagnato dal proprio scudiero, Jöns. Fermatosi a riposare su una spiaggia, spossato da anni di battaglie coi saraceni, sofferenze nel corpo e nell'anima, e dal lungo viaggio di ritorno, il cavaliere, assorto tra pensieri e preghiere, trova ad attenderlo la Morte in persona, che lo informa che il suo tempo è giunto. Block le chiede di poter avere ancora del tempo da vivere sfidandola a scacchi per rimandare la sua dipartita, e la Morte acconsente.
Concessogli il rinvio, Antonius e Jöns proseguono nel loro itinerario. Dopo il sinistro incontro con un cadavere roso dalla peste, ancora seduto a terra, come stesse ancora in vita, essi entrano in una chiesa, dove un pittore sta dipingendo sul muro il tema della Danza della Morte. Giunto davanti al crocifisso sull'altare della chiesa, Block vede passare un frate incapucciato oltre la grata di una finestra interna, e chiede di potersi confessare, esausto e turbato dalle proprie inquietudini interiori su Dio e l'Aldilà. Ma è la Morte colei che seguita a interrogarlo, invitandolo ad arrendersi. La Morte gli dà appuntamento alla locanda per continuare la loro partita a scacchi. 
Per strada, una strega è messa alla berlina, condannata a essere arsa sul rogo. La ragazza è il capro espiatorio per il dilagare della disperazione e della paura della morte, che aumentano con l'estendersi dal flagello della peste, che sta decimando la popolazione. Jöns salva una donna da Raval, un furfante che deruba i morti dei loro averi, un tempo un dotto teologo che dieci anni prima aveva convinto il cavaliere Block a intraprendere la crociata, e la porta con sé.
I due assistono anche a uno spettacolo teatrale itinerante messo in scena da tre attori, saltinbanchi-cantimbanchi guidati dall'attore-impresario Skat. La recita viene interrotta da una processione religiosa: uomini si sottopongono a violente autoflagellazioni per le strade impetrando Dio per l'espiazione dei propri peccati, una musica grave accompagna la funzione. Il religioso improvvisa una sinistra predica sulla morte vicina. Altri invece inseguono bellamente gli ultimi piaceri e desideri prima della fine.
Skat fuggirà con la moglie di un fabbro, durante una successiva rappresentazione. Il fabbro si ricongiungerà poi alla moglie che decide di tornare con lui ed i due si uniranno al gruppo, mentre Skat viene raggiunto dalla Morte poco dopo, che lo ghermirà. Incamminatosi verso il castello di Antonius, il gruppo si imbatterà in Raval pesantemente martoriato dalla peste che invocherà il loro aiuto, ma non potendo fare nulla per lui decidono di abbandonarlo al suo destino. I viaggiatori vengono perfino coinvolti, durante la loro peregrinazione, nel terribile rito di arsione della giovane strega precedentemente incontrata, che afferma di aver accanto la presenza di Satana. Antonius la interroga al riguardo per trovare delle risposte su Dio, ma Jöns lo ammonisce che le sue domande non possono trovare una risposta ed il gruppo si allontana nello sconforto.
Il cavaliere s'imbatte poi proprio nella famiglia di saltimbanchi abbandonata da Skat: Jof, Mia e il loro piccolino Mikael. La famiglia non sembra accorgersi della tragedia che li circonda, unita solo dall'amore reciproco e da un sincero rispetto. Questo incontro aiuterà Antonius a mettere momentaneamente da parte la sua angosciosa ricerca di Dio e ad accettare di conseguenza il suo destino, ma non prima di un ultimo gesto significativo: salvare la famigliola dalla Morte. Dopo averla distratta durante la loro partita per permettere a Jof, Mia e Mikael la fuga, la Morte dà finalmente scacco matto ad Antonius. Il cavaliere raggiunge il suo castello, dove si ricongiunge con la moglie Karin e dove gusta un ultimo banchetto con i suoi compagni di viaggio, prima che la Morte venga a prenderli. Nel finale, il saltimbanco Jof ha una visione: su una collina distante vede il cavaliere, lo scudiero, il fabbro e la moglie, Raval e Skat, guidati dalla Morte in una danza macabra.

## Produzione
«L'idea venne a Bergman contemplando gli affreschi delle chiese medievali: menestrelli ambulanti, appestati, flagellanti, streghe sul rogo, crociati e poi la Morte che gioca a scacchi. Il soggetto deriva peraltro da un atto unico scritto da lui stesso nel 1954 per un saggio di recitazione degli allievi dell'Accademia Drammatica di Malmö. Era una breve rappresentazione scenica di una cinquantina di minuti, intitolata Pittura su legno, e servì molto bene per l'uso cui era destinata. Conteneva parti per tutti gli allievi. Ce n'era anche una per il meno dotato: quella del cavaliere muto perché i saraceni gli avevano mozzato la lingua». Nel film rimane questa idea del mutismo nel personaggio di Gunnel Lindblom, la giovane che segue lo scudiero interpretato da Gunnar Björnstrand: non pronuncia parola tranne per la battuta finale, «L'ora è venuta», che appare come miracolosa.
Un paio d'anni dopo, ascoltando i Carmina Burana di Carl Orff, Bergman ebbe l'idea di trasformare il dramma Pittura su legno in un film e di scrivere, quindi, Il settimo sigillo. Il produttore, sulle prime, non volle saperne, cambiando idea solo dopo il successo di Sorrisi di una notte d'estate al Festival di Cannes. Accettò, comunque con riserva, raccomandandosi col regista di far durare le riprese non più di un mese. Il film fu girato, in parte a Hovs hallar, nella riserva naturale di Scane, dove in seguito si tennero le riprese, a cura dello stesso regista, del film L'ora del lupo; in parte negli atrii del Castello Reale di Råsunda; in parte nella vecchia Città dei Film (Filmstaden) di Solna.

## Analisi
(Jöns ad Antonius)
Molto interessante per penetrare nell'ambientazione livida del Medioevo, e anche per la esatta comprensione delle tematiche del film, è quanto lo stesso Ingmar Bergman racconta intorno alla ispirazione del suo lavoro, avuta fin da bambino e coltivata fino alla realizzazione, avvenuta circa trentacinque anni dopo.

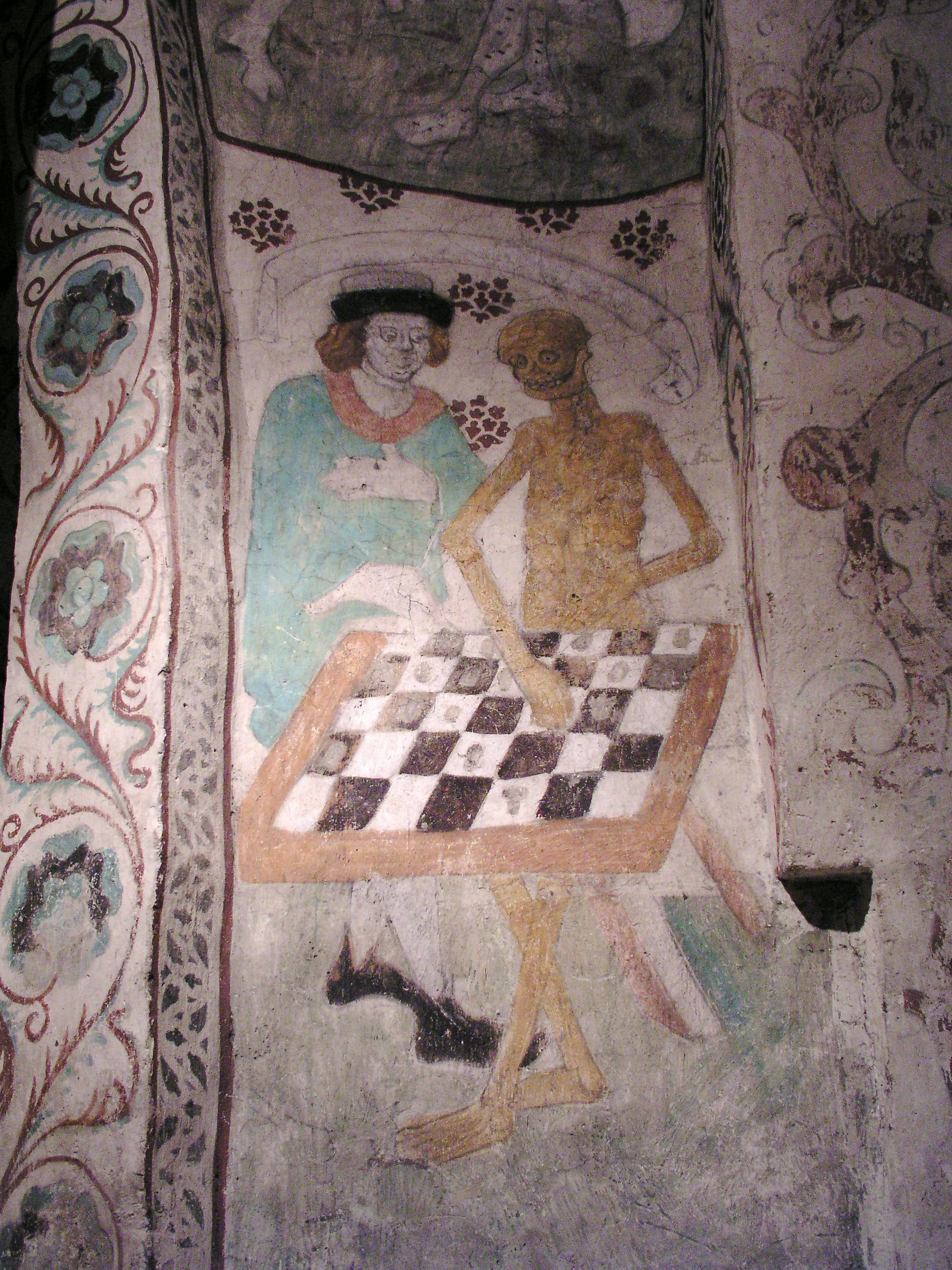
La Morte che gioca a scacchi. L'affresco di Albertus Pictor nella chiesa di Täby che ispirò il regista.

Più che il tema del trapasso, questo film ci pone di fronte a un interrogativo più grande, e cioè il rapporto tra l'uomo e l'onnipotente, di fronte alla caducità della vita, attraverso un percorso che porta il protagonista a confrontarsi con la paura e la disperazione degli uomini di fronte alla morte, un timore che è anche sinonimo della mancanza di fede.
Secondo un'interpretazione il messaggio del film è che la fede vince anche la morte, che è anche il messaggio originario dell'Apocalisse.
Tutta la problematica esistenziale del cinema di Bergman viene espressa in questo film che inaugura la tematica religiosa, anticipando il tema dello specchio, quella dell'uomo che non comprende il valore del suo essere uomo e quello della paura.
I personaggi centrali del film sono il cavaliere che possiede la fede ma è assalito dal dubbio e lo scudiero materialista e indifferente. Il cavaliere, che ritorna deluso dalla crociata, attraversa un periodo di crisi e confidandosi con il monaco, che in realtà è la Morte travestita, dice che il suo cuore è vuoto come uno specchio, pieno di paura e indifferenza verso i suoi irriconoscibili simili e alla domanda della Morte: "Non credi che sarebbe meglio morire?" il cavaliere risponde che l'ignoto lo atterrisce e che vorrebbe avere la certezza dell'esistenza di Dio, perché se Dio non esistesse, l'intera esistenza sarebbe un vuoto senza fine.
Per chiarire il ruolo dei personaggi che ruotano attorno al protagonista, si deve senz'altro notare la figura della Morte, che da altero giudice si dimostra un meschino messo del Fato, pronto a tutto pur di intessere una fallace "pedagogia della paura", mirata ad atterrire gli abitanti del villaggio, che inermi aspettano l'ultima ora; il saggio scudiero Jöns simboleggia invece la ragione tomistica, pronta a dispensare suggerimenti e giudizi su tutto e tutti, ma che in effetti cela nel suo sguardo il terrore dell'avvenire; enigmatica risulta la presenza della donna muta, che quasi prepara tutti con il suo eloquente silenzio a qualcosa di troppo grande per essere pensato o temuto: solo la fervida attesa e la cosciente preghiera consola l'animo umano ed è questo il messaggio morale che la donna lascia nella sua unica e ultima frase "l'ora è venuta". Infine è necessario sottolineare come la famiglia costituita da Jof, Mia e Mikael è senz'altro l'allegoria della Sacra Famiglia, che offre un timbro solenne a questo cinematografico inno alla vita.
Come scrive Nino Ghelli, «L'autentico significato del film consiste nella rinuncia da parte dell'autore a fornire una risposta univoca all'angoscioso problema del crociato: egli ne ha invece adombrata una soluzione nella salvezza della Grazia che assiste i semplici. Una speranza, quindi, e al tempo stesso un monito». L'ambientazione trecentesca aiuta a contestualizzare la concezione religiosa suggellata dal capolavoro di Bergman: la crisi del '300 e specialmente la diffusione della peste permisero il crollo della "religione delle certezze" tipicamente medievale e dantesca, dove non esisteva il dubbio ma solo la piena e spesso passiva fede cristiana, accompagnata dalla ragione, che aiutava l'uomo a comprendere buona parte delle tematiche bibliche. Ma se questi erano i dettami della Chiesa e del tomismo, la confessione di Antonius sancisce la nascita di un credo più dilemmatico, che induce a riflettere sull'oscuro ignoto metafisico, ma allo stesso tempo più consapevole. Non c'è più l'individuo che si perde nel guazzabuglio delle sue angosce e delle sue inquietudini, ma questo invece, confortato dalla collettività, dall'amore, dalla famiglia e da sensazioni fortemente laiche, si appressa al Giudizio Finale, credendo in un Dio, sensibilmente lontano, ma umanamente misericordioso, che ricompensa la carità. La carità che Antonius ha con la famiglia di saltimbanchi, che lo aveva salvato dalla sua fede angosciante; lui stesso dice infatti che "la fede è una pena così dolorosa: è come amare qualcuno che è lì fuori e che non si mostra mai per quanto lo si invochi".
Questa pellicola si unisce insomma alle voci di Iacopone da Todi, Francesco Petrarca, Ugo Foscolo: tante domande e poche risposte sull'onnipresente senso della morte. Il regista svedese riesce tuttavia a superare la concezione letteraria, sbarazzandosi nettamente del foscoliano "nulla eterno": solo apprezzando ciò che si ha, "senza pensare al traguardo" direbbe Orazio, l'uomo riesce a vivere in piena armonia con la sua coscienza.
Tutto il film è di grande suggestione e Bergman usa in modo magistrale luci e ombre, come nella scena in cui il cavaliere gioca con la Morte agli scacchi. Il bianco e il nero della scacchiera vengono presentati con un forte contrasto di chiari e scuri nelle sequenze che illustrano simbolicamente i sigilli dell'Apocalisse.
Alla buona riuscita del film contribuì il cast, composto da Max von Sydow, uscito dalla scuola d'arte di Stoccolma, nelle vesti del protagonista, da una brillante Bibi Andersson alla sua prima esperienza e da Nils Poppe, attore comico, alle prese per la prima volta con un ruolo drammatico.

## Distribuzione

### Date di uscita e titoli internazionali
- Svezia: 16 febbraio 1957
- Germania Ovest: 24 agosto 1957 (Das siebente Siegel)
- Francia: 11 dicembre 1957 (Le septième sceau)
- Italia: 6 agosto 1958
- Finlandia: 26 settembre 1958 (Seitsemäs sinetti)
- Stati Uniti d'America: 13 ottobre 1958 (The Seventh Seal)
- Belgio: 24 ottobre 1958 (Het zevende zegel) / Le septième sceau)
- Brasile: 27 luglio 1959 (O Sétimo Selo)
- Grecia: 2 gennaio 1960 (I evdomi sfragida)
- Danimarca: 29 gennaio 1960 (Det syvende segl)
- Hong Kong: 30 marzo 1961 (第七印)
- Australia: 14 maggio 1962 (The Seventh Seal)
- Portogallo: 23 ottobre 1963 (O Sétimo Selo)
- Giappone: 9 novembre 1963 (第七の封印)
- Germania Est: 10 agosto 1971 (Das siebente Siegel)
- Messico: 30 giugno 2002 (El séptimo sello)
- Repubblica Ceca: 1º maggio 2004 (Sedmá pečeť)
- Polonia: 5 gennaio 2007 (Siódma pieczęć)
- Regno Unito: 20 luglio 2007 (The Seventh Seal)

### Edizione italiana
Il doppiaggio italiano del film è stato eseguito presso la Fono Roma con la partecipazione della C.D.C. su dialoghi di Franco Dal Cer.

## Riconoscimenti
- 1957 - Festival di Cannes
  - Premio speciale della giuria (ex aequo con I dannati di Varsavia di Andrzej Wajda)
- 1960 - Semana Internacional de Cine de Valladolid
  - Lábaro de oro
- 1961 - Nastro d'argento
  - Regista del miglior film straniero
- 1962 - Cinema Writers Circle Awards
  - Migliore film straniero
- 1962 - Fotogramas de Plata
  - Migliore attore straniero (Max von Sydow)

## Influenza culturale
- Risale al 1969 l'omonima canzone del cantautore americano Scott Walker, incentrata su questo film e inclusa nel disco Scott 4.
- Nel 1975 il film di Woody Allen Amore e guerra cita il finale nel film, infatti il protagonista alla fine del film balla assieme alla Morte.
- Nel 1983 il Michael Schenker Group gira il video di Rock Will Never Die. Tra i protagonisti del video c'è anche la famosa Morte bergmaniana.
- Nel 1993 il film Last Action Hero - L'ultimo grande eroe di John McTiernan cita il film di Bergman nel finale.
- Nel 1997 il film Strade perdute di David Lynch presenta un personaggio che ricorda molto la Morte di Bergman: un uomo misterioso, truccato in modo molto simile (cerone bianco, sopracciglia rasate, pettinatura che ricorda il cappuccio nero e iconico sorriso sornione), chiaramente non appartenente al mondo materiale, che perseguita il protagonista.
- Il fumetto di Tiziano Sclavi Dylan Dog numero 66: Partita con la morte è una lunga citazione del film.
- Alcune scene della partita a scacchi tra la Morte e il cavaliere appaiono nel film Giovanni Falcone (1993) di Giuseppe Ferrara.
- Nell'album Balance dei Van Halen, pubblicato nel 1995, la prima canzone si intitola The Seventh Seal.
- Il singolo Special K del gruppo musicale britannico Placebo, uscito nel 2000, contiene un esplicito riferimento all'opera di Bergman ("Can this saviour be for real, or are you just my seventh seal?").
- Il terzo album del rapper statunitense Rakim si intitola The Seventh Seal.
- A questo film è ispirato il videoclip per il brano Atlantic (Keane) contenuto dell'album Under The Iron Sea.
- In Rifkin's Festival (2020), Woody Allen riprende nuovamente il personaggio della Morte (interpretata da Christoph Waltz), questa volta per parodiare la scena della partita a scacchi.
- In Come un gatto in tangenziale - Ritorno a Coccia di Morto (2021), in un sogno, suor Maria Forchetta (Angela Pagano) appare a Monica (Paola Cortellesi) nei panni della Morte. Nella scena finale viene citata la celebre partita a scacchi con le due che giocano invece a scopa sulla spiaggia.
- I Death SS, storica band heavy metal italiana, per il settimo album si sono ispirati al film traendo, pubblicando l'album dal titolo The Seventh Seal, contenente la title track con lo stesso titolo.
- Il video di Ghosts Again dei Depeche Mode contiene diverse scene di una partita a scacchi tra Dave Gahan e Martin Gore, omaggio al film di Bergman.
- Roger Corman negli anni '50 era intenzionato ad adattare il racconto La maschera della morte rossa, ma decise di accantonare il progetto dopo l'uscita del film di Bergman, che aveva una trama molto simile all'opera di Edgar Allan Poe. Corman produsse il film poi nel 1964.
- La mangaka Shiori Teshirogi, nella sua opera principale, I Cavalieri dello zodiaco - The Lost Canvas - Il mito di Ade, fa giocare Thanatos, la personificazione stessa della morte, a scacchi. Questo è un chiaro omaggio al film di Bergman.